# Ciripcău
Ciripcău è un comune della Moldavia situato nel distretto di Florești di 1.326 abitanti al censimento del 2004